# Peneothello
Peneothello är ett fågelsläkte i familjen sydhakar inom ordningen tättingar. Släktet omfattar fem arter som förekommer på Nya Guinea och i norra Australien:
- Vitvingad sydhake (P. sigillata)
- Sotsydhake (P. cryptoleuca)
- Skiffersydhake (P. cyanus)
- Vitsidig sydhake (P. bimaculata)
- Mangrovesydhake (P. pulverulenta)

Tidigare placerades mangrovesydhaken i Eopsaltria eller i egna släktet Peneoenanthe och vissa gör det fortfarande. Numera förs den oftast till Peneothello efter genetiska studier.